# Họ Vô diệp liên
Họ Vô diệp liên (danh pháp khoa học: Petrosaviaceae) là một họ thực vật có hoa được xác định đã xuất hiện khoảng 126-123 triệu năm trước (Ma) (Janssen & Bremer 2004).
Họ này chỉ được một số ít các nhà phân loại học công nhận. Hiện tại, đa phần đều coi nó là một bộ phận của họ Loa kèn (Liliaceae). Một điểm cần lưu ý là Dahgren và ctv. (1985) đặt nó – cùng các đại diện của Nartheciaceae (thuộc bộ Củ nâu-Dioscoreales) và Tofieldiaceae (thuộc bộ Trạch tả-Alismatales) – trong họ Melianthaceae (bộ Mỏ hạc-Geraniales, một bộ thực vật hai lá mầm!), hay Tamura (1998) công nhận họ này (Petrosaviaceae), nhưng lại gộp cả các thành viên của Tofieldiaceae và Nartheciaceae.
Hệ thống APG II năm 2003 công nhận họ này và đặt nó trong nhánh thực vật một lá mầm, nhưng không đặt vào bộ nào. Tuy nhiên, trên website của APG, được truy cập ngày 10 tháng 4 năm 2007 thì nó được đặt trong bộ Vô diệp liên (Petrosaviales). Họ này chứa hai chi là Japonolirion và Petrosavia. Định nghĩa theo cách này thì hệ thống APG II có khác biệt với hệ thống APG năm 1998, khi đó người ta coi hai chi này thuộc về hai họ riêng biệt của chính chúng.
Japonolirion chỉ chứa một loài là Japonolirion osense còn chi Petrosavia chứa 3 loài. Các loài trong hai chi này chỉ sinh sống trong các khu vực miền núi cao và có các cành hoa với lá bắc, các hoa có cuống, lá đài chia 6, không rụng, có các tuyến mật vách ngăn, ba lá noãn gần như khác biệt, phát sinh vi bào tử đồng thời, phấn hoa đơn rãnh và quả nang dạng quả đại. Chi Japanolirion chưa được nghiên cứu rõ, còn các rễ của Petrosavia có trụ giữa không tủy, 4 tia.